# 青格里克湖
青格里克湖，位于中华人民共和国新疆维吾尔自治区巴音郭楞蒙古自治州且末县县城以西约80千米315国道附近的一座干盐湖，是喀拉米兰河尾闾。青格里克湖地处塔克拉玛干沙漠南缘，昆仑山山前洪积、冲击平原低洼处。湖面海拔1268米，湖长23千米，最宽处11千米，平均宽5.22千米，湖盆面积120平方千米。盐碱层厚3.0～5.0米。喀拉米兰河出山口后约20千米处大部分渗入地下，以地下水形式补给青格里克湖。洪水发生时，河水可直入湖区。